# هرگز فراموشت نمی‌کنم (ترانه زارا لارسن و ام‌ان‌ئی‌کی)
«هرگز فراموشت نمی‌کنم» (به انگلیسی: Never Forget You) ترانه‌ای از خوانندهٔ سوئدی زارا لارسن و خوانندهٔ بریتانیایی ام‌ان‌ئی‌کی می‌باشد که در ۲۲ ژوئیهٔ سال ۲۰۱۵ از سوی تن موزیک گروپ، ویرجین ئی‌ام‌آی و اپیک به‌عنوان دومین تک‌آهنگ از دومین آلبوم استودیویی لارسن تحت عنوان خیلی خوب (۲۰۱۷) منتشر گردید. 